# Philip Charles MacKenzie
Philip Charles Harris MacKenzie (New York, 7 maggio 1946) è un attore statunitense.
È noto soprattutto per il ruolo di Donald Maltby in Brothers.

## Carriera
Nato a Brooklyn, MacKenzie ha fatto il suo debutto sullo schermo nel film poliziesco Quel pomeriggio di un giorno da cani. Ha poi cominciato ad apparire in numerosi film e programmi come ospite, tra cui Tre cuori in affitto, La squadriglia delle pecore nere, Lou Grant, Love Boat, I Jefferson, Il mio amico Arnold, L'albero delle mele e WKRP in Cincinnati. Nel 1984 comincia a vestire i panni di Donald Maltby nella sitcom Brothers, di cui ha diretto qualche episodio. Nello stesso periodo appare in Bravo Dick, A cuore aperto, Duetto e dirige episodi di svariate serie TV, tra cui Pappa e ciccia, Susan e La vita secondo Jim.
Successivamente, MacKenzie ha spostato la sua attenzione alla regia, seppur continui a fare occasionali apparizioni come ospite.

## Vita privata
L'attore era sposato con l'attrice Linda Carlson da cui in seguito ha divorziato. Si è poi sposato con l'attrice Alison LaPlaca.